# Attilio Nani

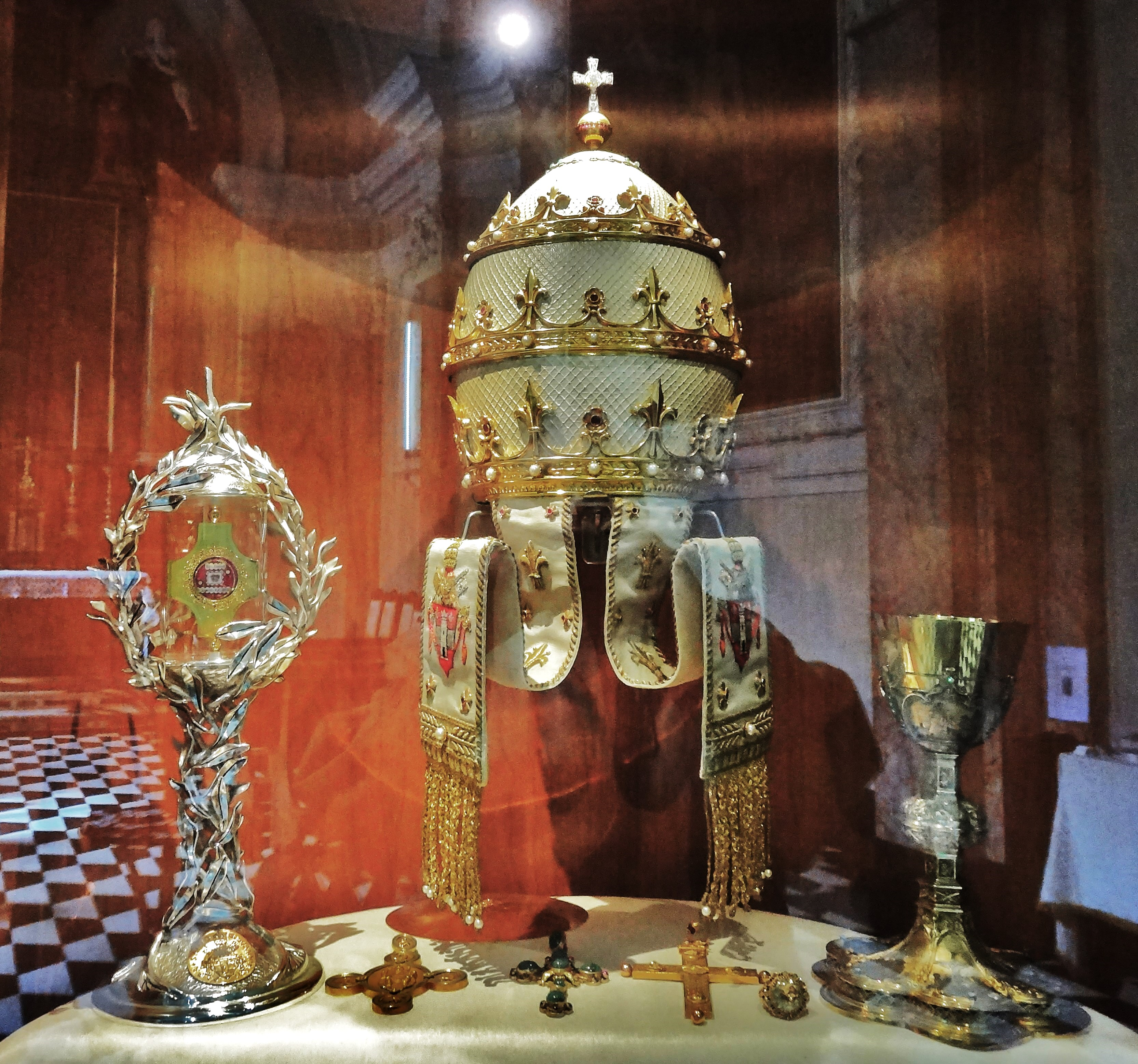
Tiara di Papa Giovanni XXIII

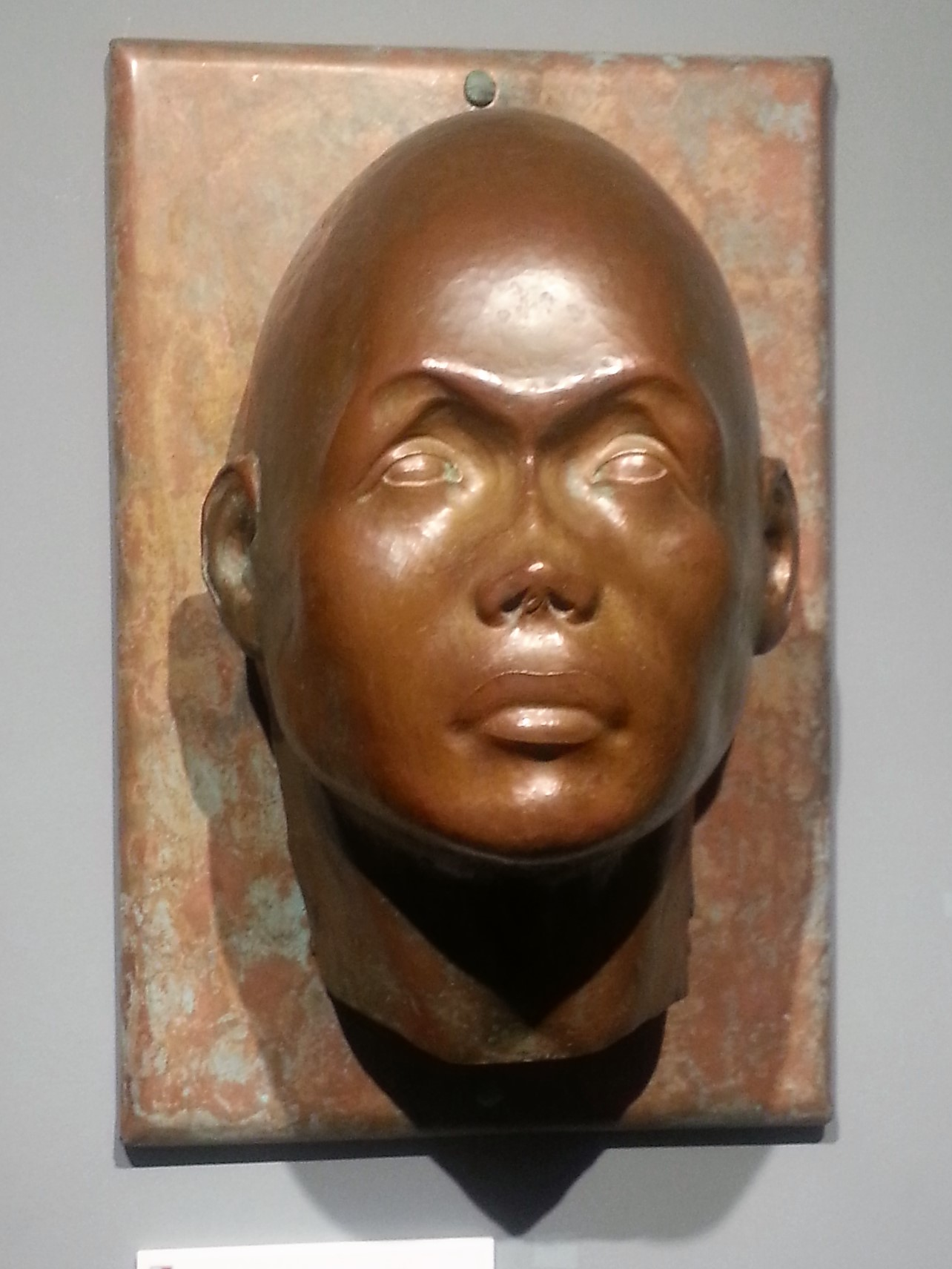
Volto in bronzo

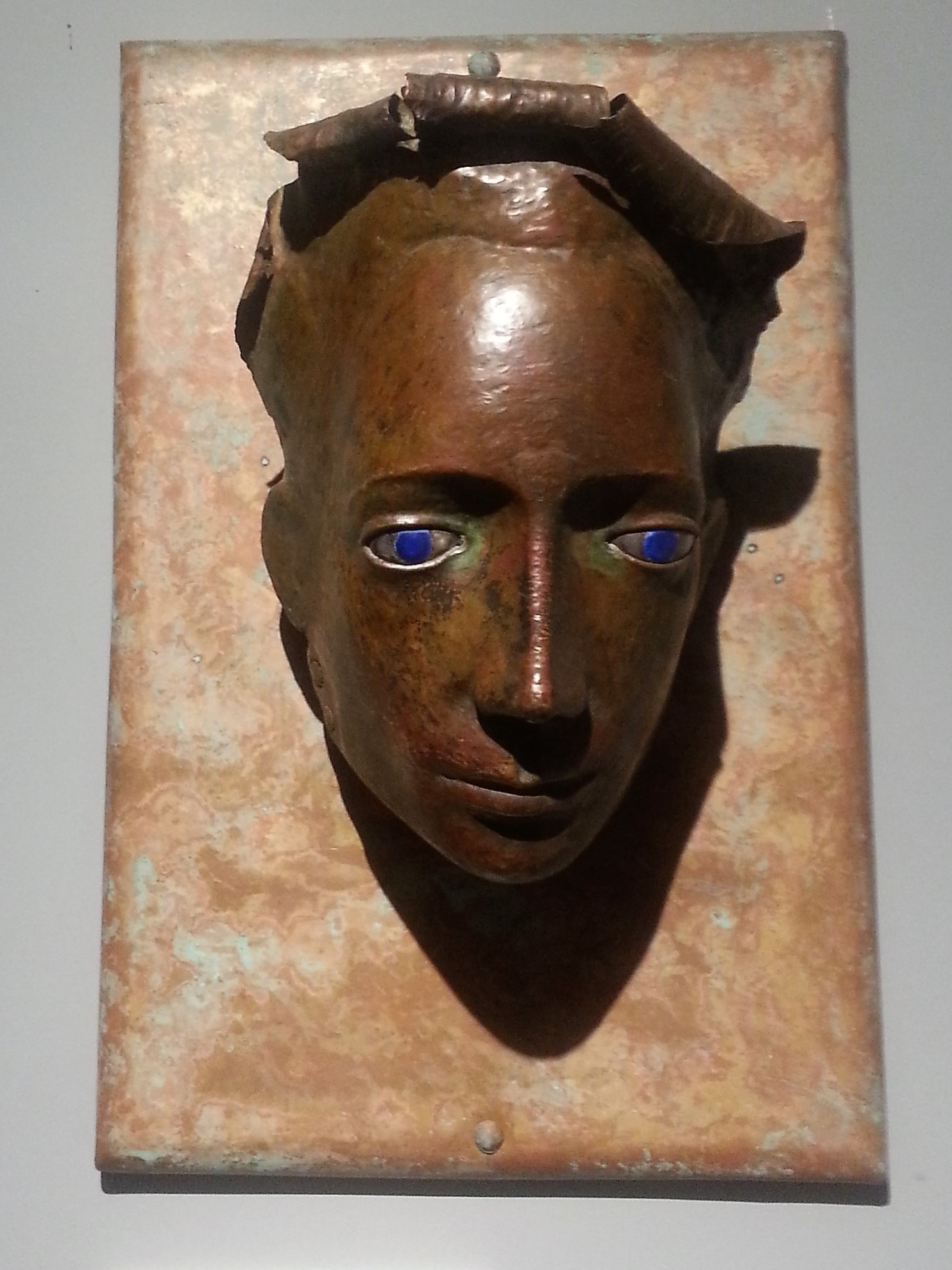
Maschera di donna con gli occhi smaltati

Attilio Nani detto anche Tilio (Clusone, 19 maggio 1901 – Bergamo, 13 ottobre 1959) è stato uno scultore e sbalzatore italiano.

## Biografia
Figlio di Abramo e Margherita Legrenzi, dal padre artigiano discendente da una famiglia di cesellatori, che gestivano una bottega in Clusone nelle vicinanze della chiesa di sant'Anna, apprese il mestiere di cesellatore e doratore. Frequentò negli anni dal 1915-1918 l'Accademia Tadini di Lovere, e poi all'Accademia Carrara allievo di Ponziano Loverini, ma a causa di un infortunio del padre lasciò la scuola per aiutare nella bottega di famiglia, trasferendola poi a Bergamo in via Torretta.
Continuando il lavoro paterno cominciò a comporre motivi decorativi su piatti e vasi presentati alle mostre di arte decorativa Biennali di Monza del 1923 e nel 1925, e poi alle Triennali di Milano del 1930, del '33 e del '36. Ai concorsi di sbalzo e cesello di Brera ottenne due premi durante il periodo dal 1930 al 1940.
Oltre all'attività dello sbalzo, dai piatti ai vasi, dai ritratti a tutto tondo, figurette, bassorilievi, composizioni, maschere e opere d'arte sacra come ostentori, calici e croci, si dedicò alla scultura eseguendo parecchie opere sia in terracotta che in bronzo e cera.
Partecipò alla seconda e terza Quadriennale romana del 1935 e del '39, alla ventesima Biennale di Venezia del 1951.

Si trasferì a Bergamo nel 1927 ove morì il 13 ottobre 1959.
Nel 1981, la vedova Teresa Guerinoni, donò alla Biblioteca civica Angelo Mai il fondo che venne successivamente incrementato dai figli nel 1997. I disegni che compongono il fondo sono suddivisi tra autoritratti, incisioni e soggetti vari .
 Nel 2012 e 2014, grazie alla borsa di studio Luigi e Sandro Angelini, venne stilato il catalogo completo del fondo a opera di Valentina Raimondo.

### Claudio Nani
Il figlio Claudio, nato a Bergamo il 20 luglio 1928, proseguì l'attività paterna insieme ai fratelli Cesare e Beppe, salvo poi proseguire autonomamente. Studiò presso l'Accademia Carrara sotto la guida di Achille Funi, e nel 1952 ottenne il diploma presso l'Accademia di Brera. Numerose sono le sue opere, molte realizzate su commissione. Tra i suoi lavori il simulacro della beata Pierina Morosini del santuario di Albino, il portale delle chiese: chiesa di San Martino di Torre Boldone, del santuario del Todocco, della chiesa di Paradiso di Clusone, e della chiesa dei santi Gervaso e Protasio a Vercurago.

### Cesare Nani
Anche il figlio Cesare, nato a Bergamo nel 1930, esercitò la professione di cesellatore e sbalzatore presso la bottega di famiglia. Contribuì anch'esso alla realizzazione della tiara di Papa Roncalli nel 1958 e si occupò del suo restauro all'inizio del nuovo millennio, prima che venisse esposta presso il Duomo di Bergamo all'interno della cappella di San Vincenzo e San Giovanni XXIII. Attualmente il figlio di Cesare, Attilio, continua la storica attività di famiglia in via Crescenzi.

### Giuseppe Nani
Il figlio Giuseppe (detto Beppe), nato a Bergamo il 2 agosto 1933, esercitò la professione di cesellatore e sbalzatore inizialmente presso la bottega di famiglia e successivamente presso un proprio studio-laboratorio nell'antica Bergamo alta. Contribuì anch'esso alla realizzazione della tiara di Papa Roncalli nel 1958.

## Opere (parziale)
- Ritratto del padre Abramo -1919 - Museo Arte Tempo di Clusone[6]
- Ritratto di matto - 1927 - Museo Arte Tempo di Clusone[6]
- Ragazzo che dorme - 1933 - Museo Arte Tempo di Clusone[6]
- La convalescente - 1934 - Museo Arte Tempo di Clusone[6]
- Portale della Parrocchia di Sant'Anna di Bergamo - 1937[7]
- Maschera di donna con gli occhi smaltati - 1937 - Museo Arte Tempo di Clusone
- Ragazzo che canta - 1937 - GAMeC di Bergamo
- Ritratto della figlia Rita - 1938 - Museo Arte Tempo di Clusone[6]
- Urna di San Bassiano, Duomo di Lodi - 1944
- Ritratto di Achille Funi - 1948-50 - Fondazione Fantoni di Rovetta
- Formelle di rame del portale della chiesa di Sant'Agata
- Ritratto di donna con il cucù - 1950 - Museo Arte Tempo di Clusone[6]
- Porta della chiesa parrocchiale di Covo - 1952
- Fonte Battesimale Tempio votivo della pace di Bergamo
- Porta della chiesa dei Santi Pietro e Paolo di Verdello - 1954
- Paliotto dell'altare della chiesa di Ponte Giurino - 1955
- Pulpito della chiesa di Scanzorosciate - 1955
- Timpano "Allegoria della vita" - 1955 - Cimitero di Zogno
- Deposizione - 1955 - Museo Arte Tempo di Clusone[6]
- La Pace (monumento ai caduti di Ponteranica) - 1957
- Fonte Battesimale e portale del battistero di San Rocco di Zogno - 1957
- Tiara di Papa Giovanni XXIII, Duomo di Bergamo[8] - 1958

## Mostre ed esposizioni
Alcune opere di Attilio Nani sono esposte presso il Museo Arte Tempo di Clusone, città natale dell'artista. La maggior parte delle opere su carta dell'artista sono conservate all'interno del Fondo Attilio Nani della Biblioteca civica Angelo Mai di Bergamo.
Dal 1 aprile al 7 maggio 2017 la Galleria d'arte moderna e contemporanea di Bergamo ha realizzato una mostra dedicata all'artista, curata da M. Cristina Rodeschini e Valentina Raimondo e allestita presso l'edificio dell'ex Ateneo di scienze lettere ed arti di Bergamo.